# Catselt
Catselt is een natuurgebied in het noordoosten van de Belgische gemeente Scherpenheuvel-Zichem. Het gebied is gelegen op de overgan van de zandige Kempen met het Averbode bos & heide in het noorden en de vochtige gebieden zoals Dassenaarde, de Vallei van de Drie Beken en de Remakshoeve in het westen en zuiden.

## Beschrijving
Omdat Catselt een overgangsgebied is tussen droge en natte gebieden komt in dit gebied een grote variatie aan landschapstypes voor. Hierdoor bestaat een afwisseling tussen vochtige en winternatte weiden, graslanden, een oud ven en droge graslanden en zandige donken. De verschillende percelen in het gebied zijn afgezoomd met houtkanten die vroeger als hakhout gebruikt werden. Deze houtkanten worden door de beheerder actief beheerd om deze alsook de bijhorende rijke vegetatie te behouden.

## Geschiedenis
In het gebied bevindt zich een oud ven dat al op Ferrariskaarten terug te vinden is en waarvan de wanden nog duidelijk te herkennen zijn. Dit ven werd in de 19e eeuw het ven gedicht met vruchtbare grond om hier landbouw mogelijk te maken. In het begin van de jaren 10 van de 21ste eeuw werd het perceel opnieuw opengemaakt, de grond afgegraven en het voormalige ven wordt terug hersteld.

## Fauna
In Catselt komen verschillende diersoorten voor die leven in vannen zoals fuut, bruine kiekendief, heikikker, groene kikker en kleine watersalamander.In het gebied grazen ook Ardense Voskopschapen en runderen.